# Xenofobia

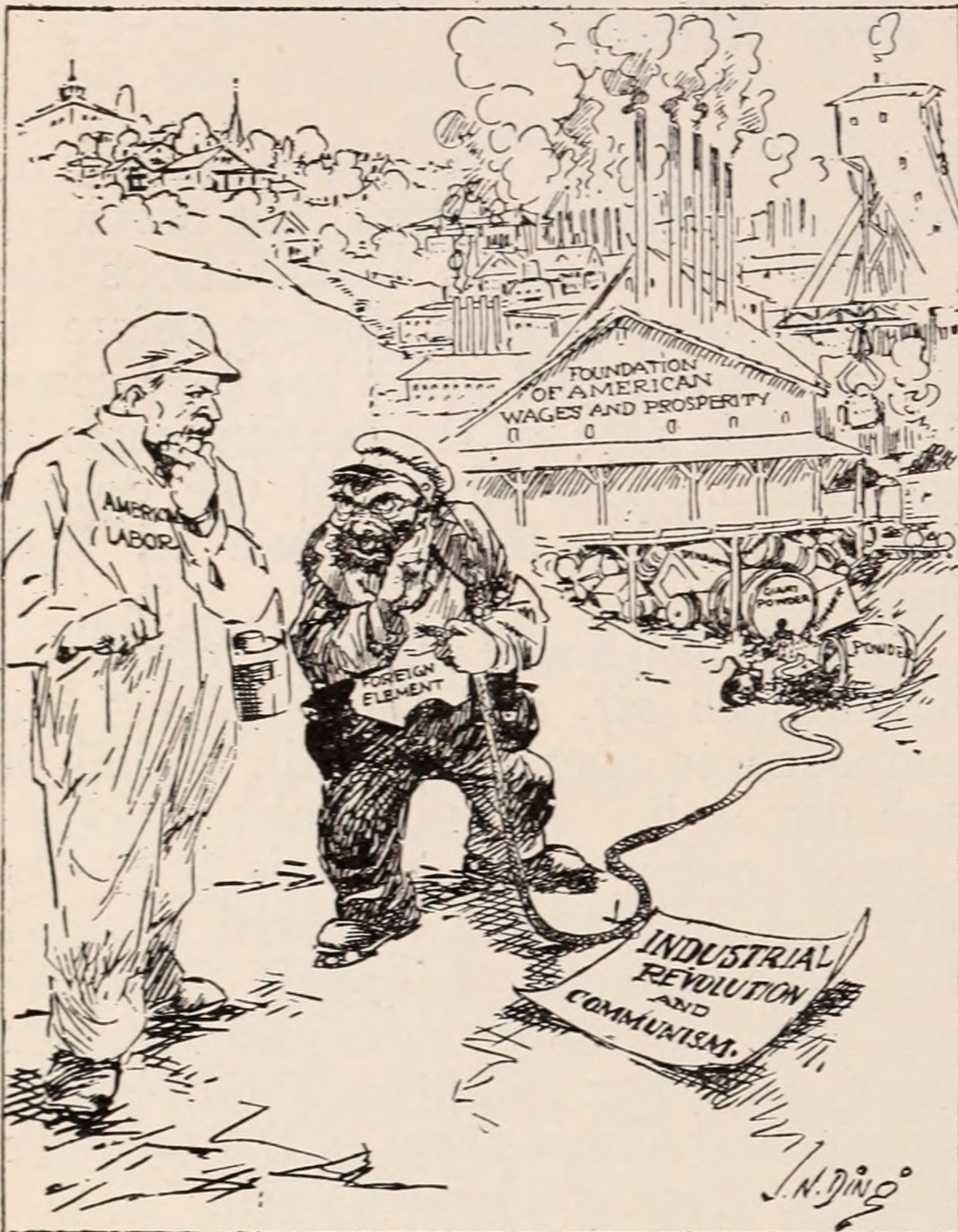
Um cartoon xenófobo de 1912 culpando os estrangeiros por ameaçarem a prosperidade económica dos Estados Unidos da América.

Xenofobia (do grego antigo: ξένος (xénos), "estranho, estrangeiro ou alienígena", e φόβος (phóbos), "medo") é o medo ou aversão a qualquer coisa que seja percebida como estrangeira ou estranha. É uma expressão que se baseia na perceção de que existe um conflito entre um grupo interno e um externo e pode manifestar-se na suspeita das atividades de um grupo por parte de membros do outro grupo, num desejo de eliminar a presença do grupo alvo de suspeita e medo de perder uma identidade nacional, étnica ou racial.

## Definições alternativas
Um artigo de revisão de 1997 sobre a xenofobia afirma que esta é “um elemento de uma luta política sobre quem tem o direito de ser cuidado pelo Estado e pela sociedade: uma luta pelo bem coletivo do Estado moderno”.
Segundo o sociólogo italiano Guido Bolaffi, a xenofobia também pode ser exibida como uma "exaltação acrítica de outra cultura" à qual é atribuída "uma qualidade irreal, estereotipada e exótica".

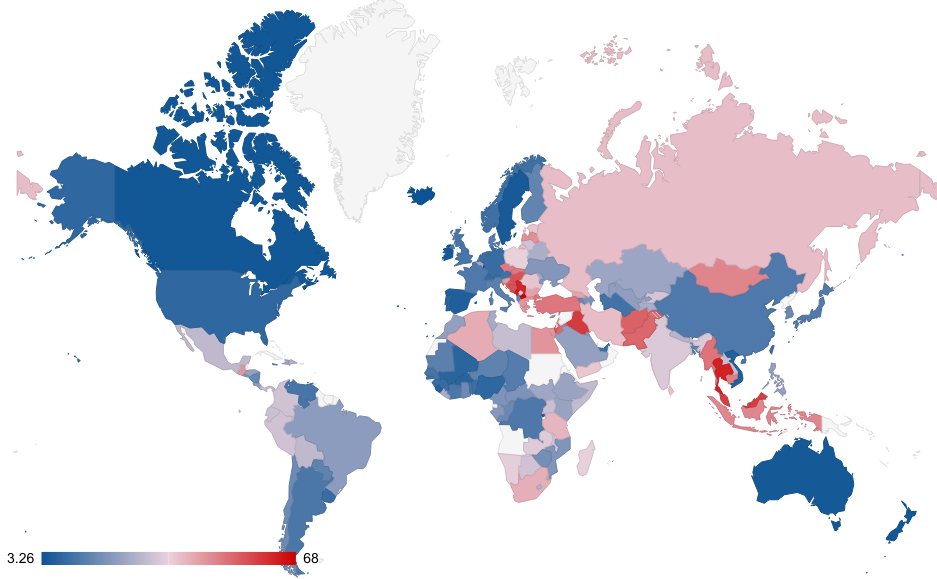
Índice global da xenofobia. Os países em azul forte correspondem a um menor índice de xenofobia. Os países menos azuis e mais vermelhos correspondem a um maior índice de xenofobia. Os países menos xenófobos do mundo estão localizados na Europa Setentrional, Península Ibérica, América do Norte, Vietname (Vietnã) e Oceânia.

## História

### África Antiga
No Antigo Egito, os estrangeiros eram percecionados através de um complexo discurso xenófobo. Dada a longa e gloriosa história do Antigo Egito, os egípcios encontraram vários povos diferentes. Os povos que vivem nas atuais Grécia, Sudão e Turquia, por exemplo, eram referidos através de diversos nomes em egípcio. Segundo uma fonte, "... todos os nomes têm no final o mesmo sinal hieroglífico – um determinante ou taxograma – indicando o grupo de palavras. Este é o hieróglifo para um país montanhoso ou deserto - indicando uma "terra estrangeira" (khaset)... Pelo contrário, o Egito (Kemet / Terra Negra) é escrito com o determinante para uma cidade. Isso indica que os egípcios consideravam a sua parte do mundo como culta, ordenada e civilizada, enquanto que os outros países não o eram". Isto indica um dos primeiros exemplos de uma atitude xenófoba em relação aos outros povos. Para além disso, os antigos hieróglifos egípcios indicam ideias xenófobas relativas à necessidade de conquistar os não-egípcios, com os hititas, em particular, a serem referidos como "vis".

### Europa Antiga
Um dos primeiros exemplos do sentimento xenófobo na cultura ocidental é a difamação dos estrangeiros pela Grécia Antiga como "bárbaros", a crença de que o povo e a cultura dos gregos eram superiores a todos os outros povos e culturas e a conclusão subsequente de que os bárbaros estavam naturalmente destinados a serem escravizados.
Os antigos romanos também tinham noções de superioridade sobre outros povos. Isto é comprovado, por exemplo, num discurso atribuído a Manius Acilius Balbus:
Os negros africanos eram considerados especialmente exóticos, e talvez fossem considerados ameaçadoramente estrangeiros, por isso raramente são mencionados na literatura romana, ou quando o são, nunca sem as diversas conotações negativas. O historiador Apiano afirmou que o comandante militar Marco Júnio Bruto, antes da batalha de Filipos no ano de 42 a.C., encontrou um “etíope” fora dos portões do seu acampamento: os seus soldados instantaneamente cortaram o homem em pedaços, entendendo a sua aparência como um péssimo presságio – para os supersticiosos romanos, o preto era a cor da morte".

### COVID-19
A pandemia da COVID-19, que foi relatada pela primeira vez na cidade de Wuhan, Hubei, China, em dezembro de 2019, levou a um aumento dos atos e manifestações de sinofobia, bem como do preconceito, xenofobia, discriminação, violência e racismo contra os indivíduos de ascendência e aparência do Leste Asiático e do Sudeste Asiático em todo o mundo. Com a propagação da pandemia e a formação dos focos da COVID-19, como os da Ásia, Europa e Américas, a discriminação contra as pessoas destas focos de contágio foram amplamente relatados.

## Manifestações regionais

### Américas

#### Brasil
Apesar da maioria da população do país ser de herança mista (parda), africana ou indígena, as representações dos brasileiros não-europeus na programação da maioria das redes de televisão nacionais são escassas e normalmente relegadas aos músicos/seus próprios programas. No caso das telenovelas, os brasileiros de tom de pele mais escuro são normalmente retratados como donas de casa ou em posições de menor nível socioeconômico (socioeconómico).

### Venezuela
Na Venezuela, tal como noutros países da América do Sul, a desigualdade económica divide-se frequentemente em linhas étnicas e raciais. Um estudo académico sueco de 2013 concluiu  que a Venezuela era o país mais racista das Américas, seguido pela República Dominicana.

### Estados Unidos
Num relatório de 2010, uma rede de mais de 300 organizações de direitos civis e de direitos humanos sediadas nos EUA declarou que “a discriminação permeia todos os aspetos da vida nos Estados Unidos e se estende a todas as comunidades de cor”. Descriminação contra minorias raciais, étnicas e religiosas é amplamente reconhecida, especialmente no caso dos afro-americanos e dos povos da diáspora africana nos Estados Unidos, bem como de outros grupos étnicos.
Os membros de todos os principais grupos minoritários étnicos e religiosos norte-americanos perceberam a discriminação nas suas relações com os membros de outros grupos raciais e religiosos minoritários. O filósofo Cornel West argumentou que “o racismo é um elemento integrante da própria estrutura da cultura e da sociedade norte-americana. Está incorporado na primeira definição coletiva do país, enunciado nas suas leis subsequentes, e imbuído no seu modo de vida dominante”.
Um inquérito de 2019 realizado pelo Pew Research Center sugeriu que 76% dos entrevistados negros e asiáticos tinham sofrido alguma forma de discriminação, pelo menos de vez em quando. Estudos realizados pela PNAS e pela Nature descobriram que durante os controlos do trânsito, os polícias (policiais) falavam com os homens negros num tom menos respeitoso do que com os homens brancos e esses mesmos estudos também descobriram que os condutores (motoristas) negros têm maior probabilidade de serem parados e revistados pela polícia do que condutores (motoristas) brancos. Os negros também são supostamente representados como criminosos na media. Em 2020, a pandemia da COVID-19 foi frequentemente atribuída à China, levando a ataques aos sino-americanos. Isto representa uma continuação dos ataques xenófobos contra os sino-americanos iniciados há cerca de 150 anos.

### Ásia

#### Butão
Em 1991-92, o Butão deportou entre 10.000 e 100.000 nepaleses étnicos (Lhotshampa). O número real de refugiados que foram inicialmente deportados é debatido por ambos os lados. Em março de 2008, esta população iniciou um reassentamento plurianual em terceiros países, incluindo os EUA, Canadá, Nova Zelândia, Noruega, Dinamarca, Países Baixos e Austrália.

#### China

##### Os Boxers
A Revolta dos Boxer foi um violento levantamento antiestrangeiro, anticristão e antiimperialista que ocorreu na China entre 1899 e 1901. Foi liderado por um novo grupo, a "Milícia Unida pela Justiça", um grupo que era popularmente conhecido como os Boxers porque muitos dos seus membros praticavam artes marciais chinesas e, na época, essas artes marciais eram popularmente chamadas como Boxe Chinês. Após a derrota da China na guerra pelo Japão em 1895, os habitantes do norte da China temiam a expansão das esferas de influência estrangeiras e ressentiram-se com a expansão dos privilégios aos missionários cristãos. Durante uma seca severa, a violência dos Boxers espalhou-lhe por Xantum e pela Planície do Norte da China, destruindo propriedades estrangeiras, atacando ou assassinando missionários cristãos e cristãos chineses. Em junho de 1900, os lutadores Boxers, convencidos de que eram invulneráveis às armas estrangeiras, convergiram para Pequim, e o seu slogan era "Apoie o governo Qing e extermine os estrangeiros". Diplomatas, missionários, soldados e alguns cristãos chineses refugiaram-se no Bairro da Legação diplomática. Ali foram sitiados durante 55 dias pelo Exército Imperial do governo chinês e pelos Boxers. George Makari diz que os Boxers "promoveram um ódio violento contra todos aqueles de outras terras e não fizeram nenhum esforço para distinguir os beneficentes dos vorazes... Eles eram descaradamente xenófobos". Os Boxers foram derrotados pela Aliança das Oito Nações composta por tropas norte-americanas, austro-húngaras, britânicas, francesas, alemãs, italianas, japonesas e russas — 20.000 no total — que invadiram a China para levantar o cerco em agosto de 1900. Os aliados impuseram o Protocolo Boxer em 1901, com uma enorme indemnização anual em dinheiro a ser paga pelo governo chinês. O episódio gerou atenção mundial e denúncia da xenofobia chinesa.

##### Nacionalismo chinês e xenofobia
A historiadora Mary C. Wright argumentou que a combinação do nacionalismo chinês e da xenofobia teve um grande impacto na visão chinesa do mundo na primeira metade do século XX. Analisando a amargura e o ódio que existiam contra os norte-americanos e europeus nas décadas anteriores à tomada do poder comunista de 1949, Mary C. Wright argumenta:

##### COVID 19
Na China, a xenofobia contra residentes não chineses foi agravada pela pandemia da COVID-19 na China continental, com os estrangeiros a serem descritos pelas autoridades como “lixo estrangeiro” e alvo de “descarte”. Algumas pessoas negras na China foram despejadas das suas casas pela polícia e obrigadas a deixar a China no prazo de 24 horas, devido à desinformação de que eles e outros estrangeiros estavam a espalhar o vírus. Expressões de xenofobia chinesa e práticas discriminatórias, como a exclusão dos clientes negros dos restaurantes, foram criticadas por governos estrangeiros e membros do corpo diplomático.

##### Hong Kong
Os negros em Hong Kong sofreram comentários negativos e casos de discriminação no mercado de trabalho e nos transportes públicos. Os expatriados e as minorias do Sul da Ásia enfrentaram um aumento da xenofobia durante a pandemia da COVID-19.

##### Perseguição aos Uigures
Desde 2017, a China tem sido alvo de intensas críticas internacionais pelo tratamento dado a um milhão de muçulmanos (a maioria deles são uigures, uma minoria étnica turca principalmente em Xinjiang) que estão detidos em campos de detenção secretos sem qualquer processo legal. Os críticos da política descreveram-na como a Sinização ou Chinização de Xinjiang e também a chamaram de etnocídio ou genocídio cultural.

### Médio Oriente

#### Egito
O líder da Irmandade Muçulmana egípcia, Mohammed Mahdi Akef, denunciou o que chamou de "o mito do Holocausto" em defesa da sua negação feita ex-presidente iraniano Mahmoud Ahmadinejad. Num artigo de outubro de 2000, o colunista Adel Hammoda alegou no jornal estatal egípcio al-Ahram que os judeus fazem Pão Ázimo (Matza) com o sangue das crianças não-judias (ver libelo de sangue). Mohammed Salmawy, editor do Al-Ahram Hebdo, "defendeu o uso dos velhos mitos europeus como o libelo de sangue contra os judeus" nos seus jornais.

### Europa

#### Portugal
Entre 2017 e 2021, as denúncias de xenofobia contra brasileiros em Portugal cresceram 505%, segundo balanço da Comissão para a Igualdade e contra a Discriminação Racial do país.
Segundo dados recolhidos pela agência Lusa, junto da Polícia de Segurança Pública e da Guarda Nacional Republicana, houve um crescimento de 38% nos crimes de ódio em Portugal em 2023.
Em 2024, numa altura em que grupos de extrema-direita portugueses estavam a convocar na Internet uma manifestação sob o lema "Contra a islamização da Europa" na zona do Martim Moniz, em Lisboa, (onde se concentram imigrantes), o presidente Marcelo Rebelo de Sousa deixou um apelo numa mensagem escrita, publicada no sítio oficial da Presidência da República na Internet, e reforçou o alerta para que "não desmobilizemos do combate a todas as formas de racismo, antissemitismo, discriminação, xenofobia e homofobia, e lutarmos pela solidariedade e fraternidade humanas, ontem como hoje."

#### Rússia
Lien Verpoest explora a era das guerras napoleónicas para identificar a formação das ideias conservadoras que vão do tradicionalismo ao patriotismo ardente e à xenofobia. Os conservadores geralmente controlaram a Rússia no século XIX e impuseram a xenofobia na educação e na academia. No final do século XIX, especialmente depois das revoltas nacionalistas na Polónia na década de 1860, o governo demonstrou xenofobia na sua hostilidade para com as minorias étnicas que não falavam russo. A decisão foi reduzir o uso de outras línguas e insistir na russificação.
No início do século XX, a maioria dos judeus europeus vivia na chamada Pale do Assentamento, a fronteira ocidental do Império Russo que consistia geralmente nos atuais países da Polónia, Lituânia, Bielorrússia (Belarus) e regiões vizinhas. Muitos pogroms acompanharam a Revolução de 1917 e a Guerra Civil Russa que se seguiu. Estima-se que 70.000 a 250.000 judeus civis foram mortos nas atrocidades em todo o antigo Império Russo; o número de órfãos judeus ultrapassou as 300.000 pessoas.
Durante a era da guerra civil (1917-1922), tanto os bolcheviques como os brancos empregaram o nacionalismo e a xenofobia como armas para deslegitimar a oposição.
Após a Segunda Guerra Mundial, a política nacional oficial consistia em trazer estudantes de países comunistas da Europa Oriental e da Ásia para a formação avançada em funções de liderança comunista. Esses estudantes encontraram forte xenofobia no campus. Eles sobreviveram mantendo-se unidos, mas desenvolveram uma hostilidade em relação à liderança soviética. Mesmo após a queda do comunismo, os estudantes estrangeiros enfrentaram hostilidade no campus.
Na década de 2000, os "skinheads" eram especialmente visíveis no ataque a qualquer coisa estrangeira. Racismo contra cidadãos russos (povos do Cáucaso, povos indígenas da Sibéria e do Extremo Oriente russo, etc.) e cidadãos não-russos africanos, centro-asiáticos, asiáticos orientais (vietnamitas, chineses, etc.) e europeus (ucranianos, etc.) tornou-se uma ocorrência significativa e habitual.
Utilizando as investigações de 1996, 2004 e 2012, Hannah S. Chapman, et al. relata um aumento constante nas atitudes negativas dos russos em relação a sete grupos externos. Especialmente os moscovitas tornaram-se mais xenófobos. Em 2016, a Radio Free Europe/Radio Liberty informou que "os investigadores que rastreiam a xenofobia na Rússia registaram uma diminuição "impressionante" nos crimes de ódio, à medida que as autoridades parecem ter aumentado a pressão sobre os grupos de extrema direita". David Barry utiliza inquéritos para investigar a crença particularista e xenófoba de que todos os cidadãos deveriam aderir à religião ortodoxa dominante na Rússia. É comum entre os russos étnicos e está a aumentar.
Uma pesquisa GlobeScan/BBC World Service de 2016 descobriu que 79% dos entrevistados russos desaprovavam a aceitação dos refugiados sírios, a maior percentagem entre 18 países investigados.

### África

#### Costa do Marfim
Nos últimos anos, a Costa do Marfim assistiu a um ressurgimento do ódio étnico-tribal e da intolerância religiosa. Para além das muitas vítimas entre as diversas tribos das regiões norte e sul do país que pereceram no conflito em curso, os estrangeiros brancos que residem ou visitam a Costa do Marfim também são sujeitos a ataques violentos. De acordo com um relatório da Human Rights Watch, o governo da Costa do Marfim é culpado de fomentar o ódio étnico para os seus próprios fins políticos.
Em 2004, os Jovens Patriotas (Congrès Panafricain des Jeunes et des Patriotes) de Abidjã, uma organização fortemente nacionalista, mobilizada pelos meios de comunicação estatais, saquearam bens de cidadãos estrangeiros em Abidjã. Os apelos à violência contra os brancos e os não-marfinenses são transmitidos na rádio e na televisão nacionais depois dos Jovens Patriotas tomarem o controlo das suas redações. Seguiram-se violações, espancamentos e assassinatos de pessoas de ascendência europeia e libanesa. Milhares de expatriados e libaneses-marfinenses brancos ou étnicos fugiram do país. Os ataques atraíram a condenação internacional.

#### Mauritânia
A escravatura na Mauritânia persiste apesar da sua abolição em 1980 e afeta principalmente os descendentes dos africanos negros raptados para a escravatura que agora vivem na Mauritânia como os "mouros negros" ou haratin e que ainda servem parcialmente os "mouros brancos", ou bidhan, como escravos. A prática da escravatura na Mauritânia é mais dominante na tradicional classe alta dos mouros. Durante séculos, a classe baixa haratin, na sua maioria africanos negros pobres que vivem nas áreas rurais, foram considerados escravos naturais por estes mouros. As atitudes sociais mudaram entre a maioria dos mouros urbanos, mas nas áreas rurais, a antiga divisão permanece.

#### Níger
Em outubro de 2006, o Níger anunciou que deportaria para o Chade os "Árabes Diffa", árabes que viviam na região de Diffa, no leste do Níger. A sua população era de cerca de 150.000. Enquanto o governo detinha os árabes num preparativo para a sua deportação, duas raparigas morreram, alegadamente depois de fugirem das forças governamentais, e três mulheres sofreram abortos espontâneos. O governo do Níger acabou suspendendo a controversa decisão de deportar os árabes.

#### África do Sul
A xenofobia na África do Sul esteve presente tanto na era do apartheid como na era pós-apartheid. A hostilidade entre os britânicos e os bôeres, exacerbada pela Segunda Guerra dos Bôeres, levou à rebelião dos africânderes pobres que saquearam as lojas de propriedade britânica. A África do Sul também aprovou inúmeras leis destinadas a impedir a entrada de indianos, como a Lei de Regulamentação de Imigrantes de 1913, que previa a exclusão de "indesejáveis", um grupo de pessoas que incluía os indianos. Isto efetivamente interrompeu a imigração indiana. A Portaria da Franquia Municipal de 1924 pretendia "privar os índios da franquia municipal". Atitudes xenófobas em relação aos chineses também estiveram presentes, por vezes sob a forma de roubos ou sequestros, e um caso de discurso de ódio em 2018 foi levado a tribunal no ano seguinte, com 11 infratores em julgamento.
Em 1994 e 1995, bandos de jovens armados destruíram as casas de cidadãos estrangeiros que viviam em Joanesburgo, exigindo que a polícia trabalhasse para os repatriar para os seus países de origem. Em 2008, uma onda amplamente documentada de ataques xenófobos ocorreu em Joanesburgo. Estima-se que dezenas de milhares de migrantes foram deslocados; propriedades, empresas e casas foram amplamente saqueadas. O número de mortos após o ataque foi de 56.
Em 2015, outra série amplamente documentada de ataques xenófobos ocorreu na África do Sul, principalmente contra os imigrantes zimbabuanos. Isto seguiu-se às observações do Rei Zulu, Goodwill Zwelithini kaBhekuzulu, afirmando que os imigrantes deveriam "fazer as malas e partir". Até 20 de Abril de 2015, 7 pessoas tinham morrido e mais de 2.000 estrangeiros tinham sido deslocados.
Após os motins e assassinatos de outros africanos em 2008 e 2015, a violência eclodiu novamente em 2019.

#### Sudão
No Sudão, os negros africanos cativos na guerra civil foram muitas vezes escravizados e as prisioneiras foram frequentemente abusadas sexualmente, com os seus captores árabes alegando que a lei islâmica lhes concede essa permissão. De acordo com a CBS News, os escravos foram vendidos por US$ 50 cada um. Em setembro de 2000, o Departamento de Estado dos EUA alegou que "o apoio do governo sudanês à escravatura e a sua ação militar contínua, que resultou em numerosas mortes, devem-se em parte às crenças religiosas das vítimas". Jok Madut Jok, professor de História na Loyola Marymount University, afirma que o rapto de mulheres e crianças do sul é escravidão em qualquer definição. O governo do Sudão considera que toda a questão não passa das meras faidas (ou vendetas) tribais tradicionais pelos recursos.

#### Uganda
As ex-colónias britânicas na África Subsaariana têm muitos cidadãos descendentes do Sul da Ásia. Eles foram trazidos da Índia Britânica pelo Império Britânico para fazer trabalho administrativo no serviço imperial. O caso mais proeminente de racismo anti-indiano foi a limpeza étnica da minoria indiana (designada por asiática) no Uganda pelo ditador, homem-forte e violador dos direitos humanos Idi Amin.

### Oceânia

#### Austrália

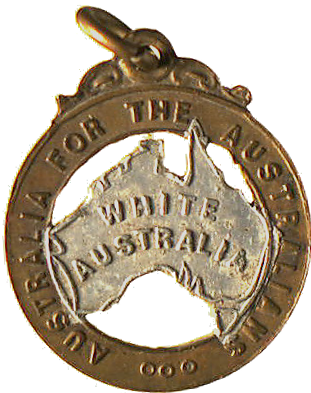
Este distintivo de 1910 foi produzido pela Associação de Nativos Australianos, composta por brancos nascidos na Austrália.

A Lei de Restrição da Imigração de 1901 (política da Austrália Branca) proibiu efetivamente as pessoas de ascendência não europeia de imigrar para a Austrália. Nunca houve qualquer política específica intitulada como tal, mas o termo foi inventado mais tarde para encapsular uma coleção de políticas que foram concebidas para excluir as pessoas da Ásia (particularmente da China) e das Ilhas do Pacífico (particularmente da Melanésia) de imigrarem para a Austrália. Os governos Menzies e Holt desmantelaram efetivamente as políticas entre 1949 e 1966 e o governo Whitlam aprovou leis para garantir que a raça seria totalmente desconsiderada como uma componente da imigração para a Austrália em 1973.
Os motins de Cronulla em 2005 foram uma série de motins raciais e surtos de violência popular no subúrbio a sul de Sydney, Cronulla, que resultaram de relações tensas entre anglo-célticos e australianos libaneses (predominantemente muçulmanos). Avisos de viagem para a Austrália foram emitidos por alguns países, mas foram posteriormente removidos. Em dezembro de 2005, eclodiu uma briga entre um grupo de salva-vidas voluntários do surf (Surf Life Saving Club) e jovens libaneses. Estes incidentes foram considerados um fator-chave num confronto de motivação racial no fim de semana seguinte. A violência espalhou-se para outros subúrbios a sul de Sydney, onde ocorreram mais agressões, incluindo dois esfaqueamentos e ataques a ambulâncias e agentes da polícia.
Em 30 de maio de 2009, estudantes indianos protestaram contra o que alegaram serem ataques racistas, bloqueando as ruas no centro de Melbourne. Milhares de estudantes reuniram-se em frente ao Royal Melbourne Hospital, onde uma das vítimas foi internada. À luz deste evento, o governo australiano iniciou uma linha de apoio para estudantes indianos relatarem tais incidentes. A Alta Comissária das Nações Unidas para os Direitos Humanos, Navi Pillay, classificou estes ataques como "perturbadores" e apelou à Austrália para investigar mais aprofundadamente estes assuntos.

## Leituras adicionais
- O'Neill, Claire. «The "Othering" of Disease: Xenophobia During Past Pandemics». The Wiley Network
- Akinola, Adeoye O. ed. The Political Economy of Xenophobia in Africa (Springer, 2018) 128 pp.
- Auestad, Lene, ed. Nationalism and the Body Politic: Psychoanalysis and the Rise of Ethnocentrism and Xenophobia. (Karnac Books, 2013).
- Bernasconi, Robert. "Where is xenophobia in the fight against racism?." Critical Philosophy of Race 2.1 (2014): 5–19. em linha (online)
- Bordeau, Jamie. Xenophobia (The Rosen Publishing Group, 2009).
- Dovido, John F., Kerry Kawakami, and Kelly R. Beach. "Implicit and Explicit Attitudes: Examination of the Relationship between Measures of Intergroup Bias." in Blackwell Handbook of Social Psychology: Intergroup Processes ed by R. Brown and S. Gaertner, (Blackwell, 2003) pp. 175–197.
- Cantle, Ted (2005). «Prejudice, Discrimination and the 'Fear of Difference'». Community Cohesion. London, UK: Palgrave Macmillan. pp. 91–115. ISBN 978-0-230-50871-2. doi:10.1057/9780230508712_4
- Frayling, Christopher/ The Yellow Peril: Dr. Fu Manchu and the Rise of Chinaphobia (2014); role of popular culture in promoting xenophobia against Chinese. exemplar
- Gray, Christopher J. "Cultivating citizenship through xenophobia in Gabon, 1960–1995." Africa today 45.3/4 (1998): 389–409 em linha (online)

- Harrison, Faye V. Resisting Racism and Xenophobia: Global Perspectives on Race, Gender, and Human Rights (2005)
- Hjerm, Mikael. "Education, xenophobia and nationalism: A comparative analysis." Journal of ethnic and Migration Studies 27.1 (2001): 37–60. em linha (online)
- Neocosmos, Michael. From 'Foreign Natives' to 'Native Foreigners': Explaining Xenophobia in Post-apartheid South Africa, Citizenship and Nationalism, Identity and Politics (2010).
- Nyamnjoh, Francis B. Insiders and Outsiders: Citizenship and Xenophobia in Contemporary Southern Africa (Zed, 2006)
- Quillian, Lincoln. "New approaches to understanding racial prejudice and discrimination." Annual Review of Sociology 32 (2006): 299–328. New Approaches to Understanding Racial Prejudice and Discrimination
- Rydgren, Jens. "The logic of xenophobia." Rationality and society 16.2 (2004): 123–148.
- Schlueter, Elmar, Anu Masso, and Eldad Davidov. "What factors explain anti-Muslim prejudice? An assessment of the effects of Muslim population size, institutional characteristics and immigration-related media claims." Journal of ethnic and migration studies 46.3 (2020): 649–664. em linha (online)
- Sundstrom, Ronald R., and David Haekwon Kim. "Xenophobia and racism." Critical philosophy of race 2.1 (2014): 20–45. em linha (online)
- Tafira, Hashi Kenneth. Xenophobia in South Africa: A History (Palgrave Macmillan, 2018).
- Yakushko, Oksana. Modern-Day Xenophobia: Critical Historical and Theoretical Perspectives on the Roots of Anti-Immigrant Prejudice (Springer. 2018) 129 pp, theoretical

### Europa
- Bartram, David, and Erika Jarochova. "A longitudinal investigation of integration/multiculturalism policies and attitudes towards immigrants in European countries." Journal of Ethnic and Migration Studies (2021): 1–20. online Arquivado em 5 outubro 2021 no Wayback Machine
- Baumgartl, Bernd, and Adrian Favell, eds. New xenophobia in Europe (Martinus Nijhoff, 1995).
- Bukhair, Syed Attique Uz Zaman Hyder, et al. "Islamophobia in the West and Post 9/11 Era." International Affairs and Global Strategy 78 (2019): 23–32. em linha (online)
- Davidov, Eldad, et al. "Direct and indirect predictors of opposition to immigration in Europe: individual values, cultural values, and symbolic threat." Journal of Ethnic and Migration Studies 46.3 (2020): 553–573. em linha (online)
- De Master, Sara, and Michael K. Le Roy. "Xenophobia and the European Union." Comparative politics (2000): 419–436. em linha (online)
- Doty, Roxanne Lynn. Anti-Immigrantism in Western Democracies: Statecraft, desire and the politics of exclusion (Routledge, 2003).
- Finzsch, Norbert, and Dietmar Schirmer, eds. Identity and intolerance: nationalism, racism, and xenophobia in Germany and the United States (Cambridge UP, 2002) 16 essays by scholars.
- Harrison, Faye V. Resisting Racism and Xenophobia: Global Perspectives on Race, Gender, and Human Rights (2005)
- Heath, Anthony, et al. "Contested terrain: explaining divergent patterns of public opinion towards immigration within Europe." (2020): 475–488. online Arquivado em 5 outubro 2021 no Wayback Machine
- Jolly, Seth K., and Gerald M. DiGiusto. "Xenophobia and Immigrant Contact: French Public Attitudes Toward Immigration" The Social Science Journal (2014) 51#3: 464–473.
- Kende, Anna, and Péter Krekó. "Xenophobia, prejudice, and right-wing populism in East-Central Europe." Current Opinion in Behavioral Sciences 34 (2020): 29–33. Xenophobia, prejudice, and right-wing populism in East-Central Europe
- Krumpal, Ivar. "Estimating the Prevalence of Xenophobia and Anti-Semitism in Germany: A Comparison of Randomized Response and Direct Questioning." Social Science Research (2012) 41: 1387–1403.
- Makari, George. Of Fear and Strangers: A History of Xenophobia (2021), scholarly history focused on US and Europe; exemplar
- Minkenberg, Michael. "The Radical Right and Anti-Immigrant Politics in Liberal Democracies since World War II: Evolution of a Political and Research Field." Polity 53.3 (2021): 394–417.
- Quillian, Lincoln. "Prejudice as a response to perceived group threat: Population composition and anti-immigrant and racial prejudice in Europe." American Sociological Review (1995): 586–611. em linha (online)
- Schlueter, Elmar, Anu Masso, and Eldad Davidov. "What factors explain anti-Muslim prejudice? An assessment of the effects of Muslim population size, institutional characteristics and immigration-related media claims." Journal of ethnic and migration studies 46.3 (2020): 649–664. em linha (online)
- Scully, Richard, and Andrekos Varnava, ed. Comic Empires: Imperialism in Cartoons, Caricature, and Satirical Art (Manchester UP, 2020)
- Strabac, Zan, Toril Aalberg, and Marko Valenta. "Attitudes towards Muslim immigrants: Evidence from survey experiments across four countries." Journal of Ethnic and Migration Studies 40.1 (2014): 100–118.
- Tausch, Arno. "Muslim immigration continues to divide Europe: A quantitative analysis of European social survey data." Middle East Review of International Affairs 20.2 (2016). em linha (online)
- Thränhardt, Dietrich. "The political uses of xenophobia in England, France and Germany." Party politics 1.3 (1995): 323–345.
- Todd, Emmanuel. Who is Charlie?  Xenophobia and the new middle class. Polity Press, 2015, France.

### Estados Unidos da América
- Anbinder, Tyler. "Nativism and prejudice against immigrants," in A companion to American immigration, ed. by Reed Ueda (2006) pp. 177–201 exemplar
- Awan, Muhammad Safeer. "Global terror and the rise of xenophobia/Islamophobia: An analysis of American cultural production since September 11." Islamic Studies (2010): 521–537.
- Baker, Joseph O., David Cañarte, and L. Edward Day. "Race, xenophobia, and punitiveness among the American public." Sociological Quarterly 59.3 (2018): 363–383. em linha (online)
- Bennett, David H. The Party of Fear: The American Far Right from Nativism to the Militia Movement (U of North Carolina Press, 1988).  em linha (online)
- FitzGerald, David Scott, and David Cook-Martín. Culling the Masses: The Democratic Origins of Racist Immigration Policy in the Americas (Harvard UP, 2014) exemplar
- Lee, Erika. "America first, immigrants last: American xenophobia then and now." Journal of the Gilded Age and Progressive Era 19.1 (2020): 3–18. online
- Lee, Erika. America for Americans: A History of Xenophobia in the United States (2019). The mnajor scholarly history; exemplar;  ver também resumo em linha (online)
- Makari, George. Of Fear and Strangers: A History of Xenophobia (2021), scholarly history focused on US and Europe; exemplar